# Canal+
Canal+ (Canal Plus, tiếng Pháp: [kanal plys], nghĩa là 'Channel Plus'; đôi khi được viết tắt là C+ hoặc Canal) là một kênh truyền hình cao cấp của Pháp ra mắt vào năm 1984. Nó thuộc sở hữu 100% của Groupe Canal+, sau đó được sở hữu bởi Vivendi. Kênh phát sóng một số loại chương trình, hầu hết được mã hóa. Chương trình không được mã hóa có thể được xem miễn phí trên Canal+ và trên vệ tinh trên Canal+ Clair (Clear). Kênh không phát quảng cáo, trừ trường hợp phát sóng trên các kênh phát sóng miễn phí. Hầu hết tất cả các bộ phim và bộ phim nước ngoài đều được phát sóng bằng ngôn ngữ gốc của họ với phụ đề tiếng Pháp trên một kênh âm thanh phụ và được lồng tiếng Pháp hoặc bằng tiếng Pháp. Tất cả các chương trình của các kênh của nhóm đều được phụ đề bằng tiếng Pháp dành cho người khiếm thính và khiếm thính và người khiếm thị cũng có thể truy cập mô tả âm thanh cho một số chương trình.
Canal+ là người ủng hộ sáng kiến Truyền hình Băng thông rộng Kết hợp (HbbTV), nhằm thúc đẩy và thiết lập một tiêu chuẩn mở của Châu Âu cho các hộp set-top kết hợp để tiếp nhận các ứng dụng đa phương tiện băng thông rộng và truyền hình truyền hình với một giao diện người dùng duy nhất. Kể từ tháng 11 năm 2017, Canal+ bắt đầu mở rộng danh mục của họ ra quốc tế thông qua nguồn cấp dữ liệu quốc tế, Canal+ International.